# Albendea (kommunhuvudort)
Albendea är en kommunhuvudort i Spanien.   Den ligger i provinsen Provincia de Cuenca och regionen Kastilien-La Mancha, i den centrala delen av landet, 110 km öster om huvudstaden Madrid. Albendea ligger 838 meter över havet och antalet invånare är 160.
Terrängen runt Albendea är varierad, och sluttar söderut. Runt Albendea är det glesbefolkat, med 11 invånare per kvadratkilometer. Närmaste större samhälle är Priego, 9,7 km öster om Albendea. 